# Улица Спаргелю
Улица Спа́ргелю (латыш. Sparģeļu iela — в переводе «Спаржевая») — улица в Латгальском предместье города Риги, в историческом районе Авоты. Начинается от улицы Красотаю, пролегает в северо-западном направлении и заканчивается тупиком у входа в парк Зиедоньдарзс. С другими улицами не пересекается.
Общая длина улицы составляет 143 метра. На всём протяжении покрыта булыжником, тротуары уложены плиткой. Работы по реконструкции улицы были осуществлены к началу паркового сезона 2015 года.
Разрешено движение в обоих направлениях. Общественный транспорт по улице не курсирует.

## История
Улица впервые упоминается в городских адресных книгах в 1876 году под своим современным наименованием (нем. Spargelstrasse, рус. Спаржевая улица), которое никогда не изменялось. Название улицы связано с одной из культур, которые выращивались на огородах, существовавших до 1930-х годов на месте парка Зиедоньдарзс.

## Застройка
- Дом № 1 — детское дошкольное учреждение «Зиедоньдарзс», бывший детский сад № 91 1-го Рижского горпищеторга (1957, рассчитан на 125 детей).
- Дом № 2 — частное дошкольное учреждение «Школа эстетики „Спаргелитис“»[7], бывший приют для детей бедняков (1905—1906, архитектор Р. Г. Шмелинг, рассчитан на 48 детей)[8].
- Дом № 8 — бывшая спиртовая фабрика, ныне жилое и офисное здание (построено в начале XX века, реставрировано в 2016-2017)[9].
- Угловой дом по ул. Красотаю, 9 — первая городская баня с душем (1912-1913, архитектор Пётр Ладыгин).

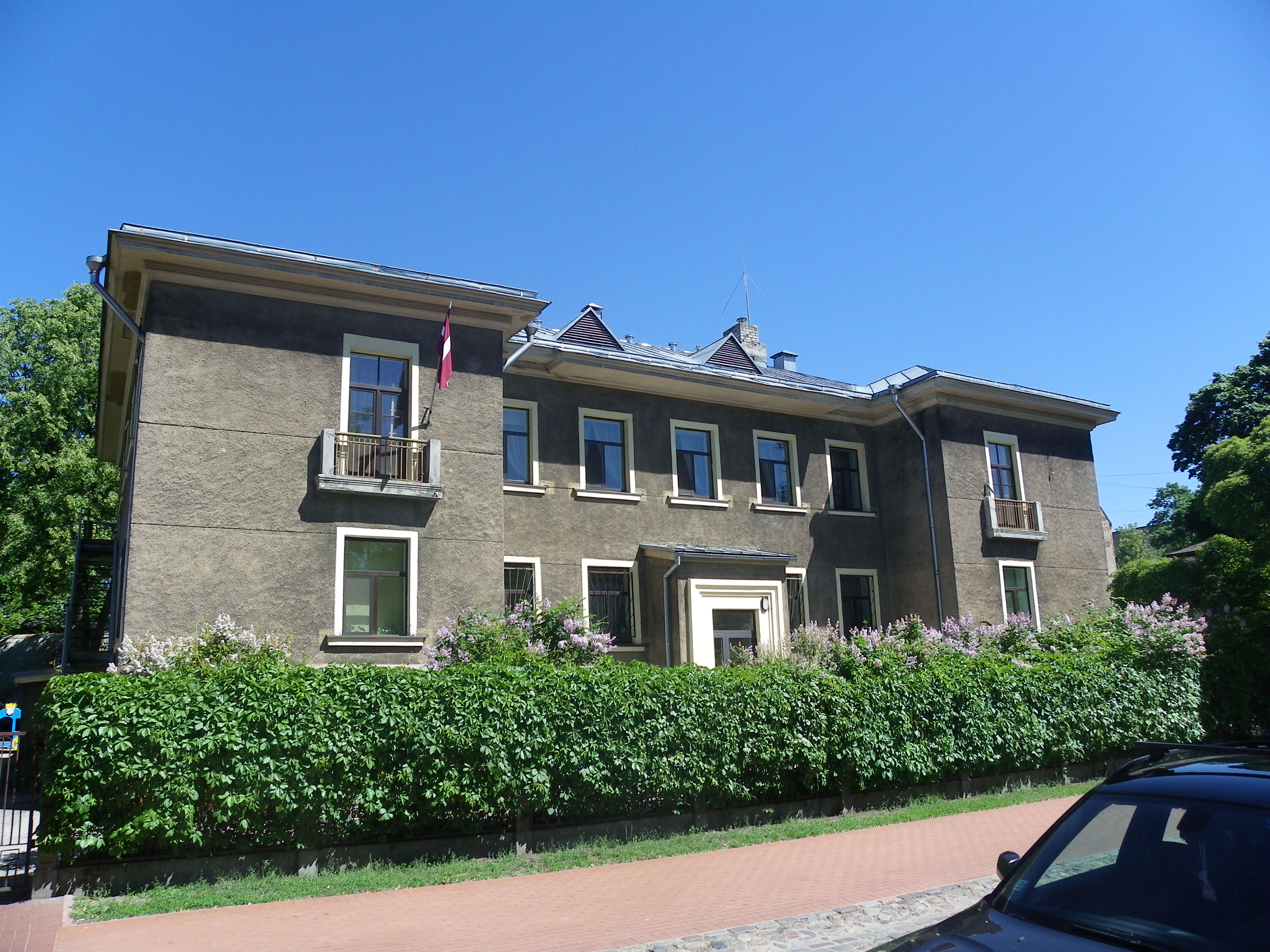
Дом № 1
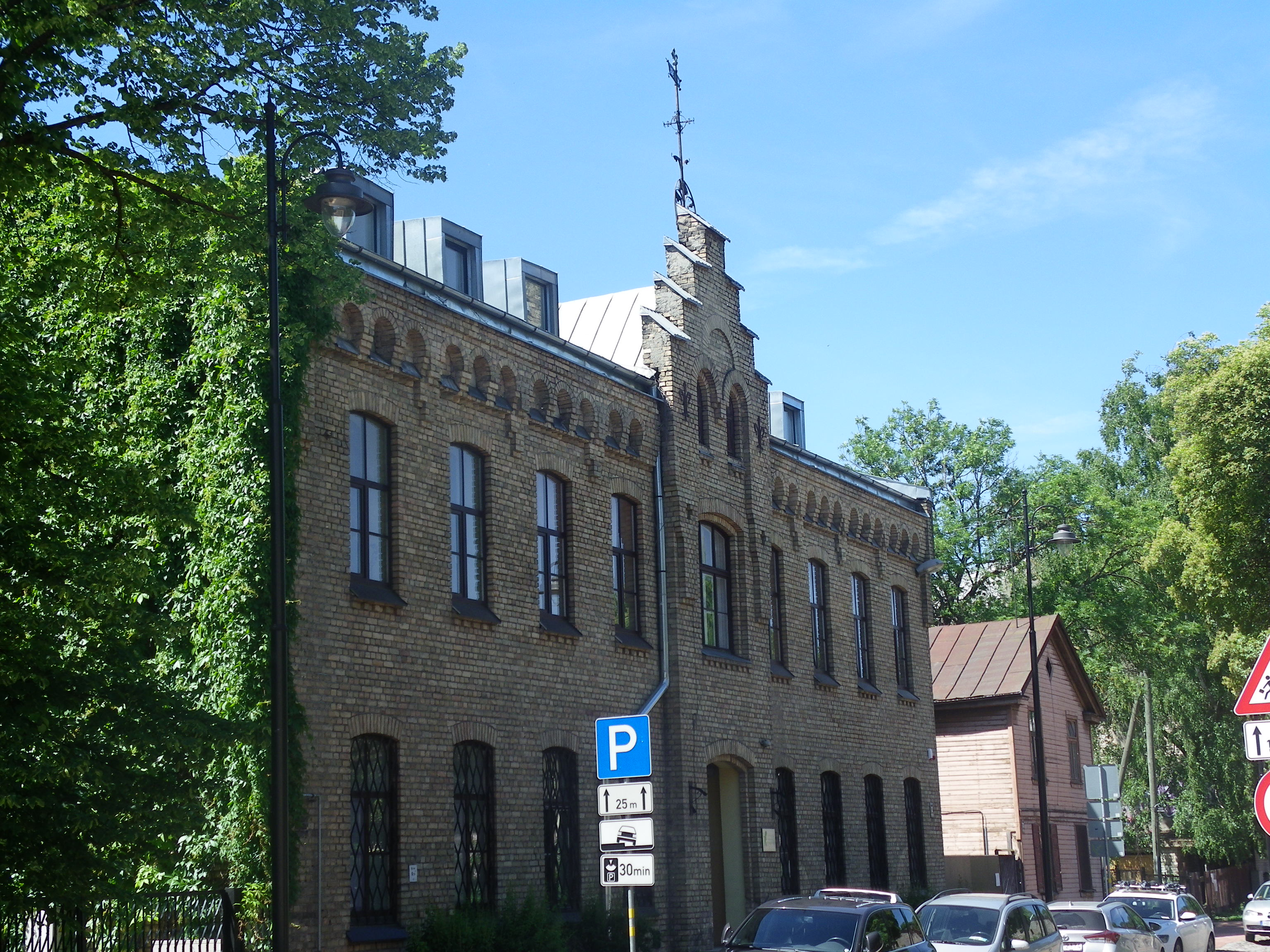
Дом № 2
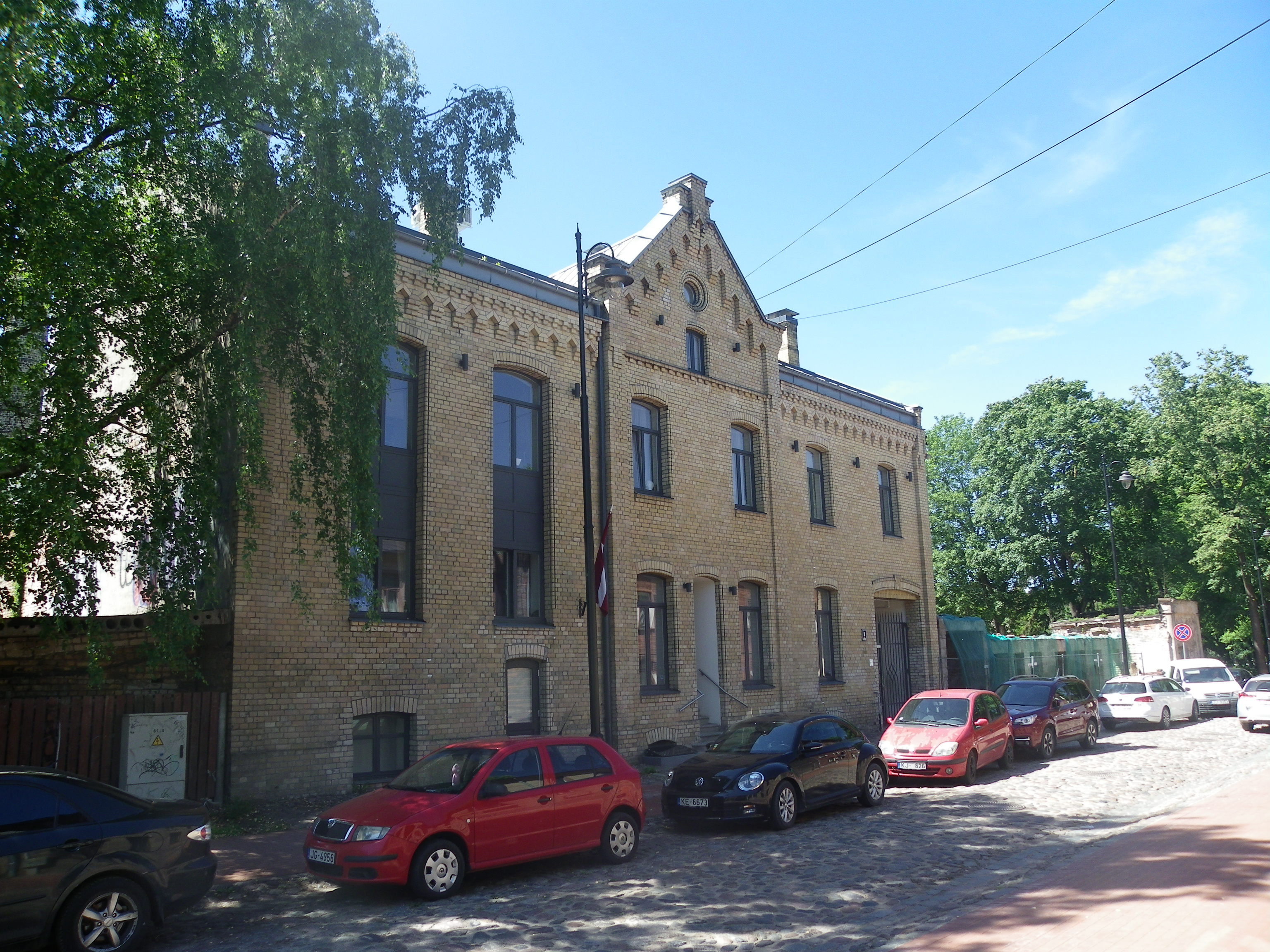
Дом № 8
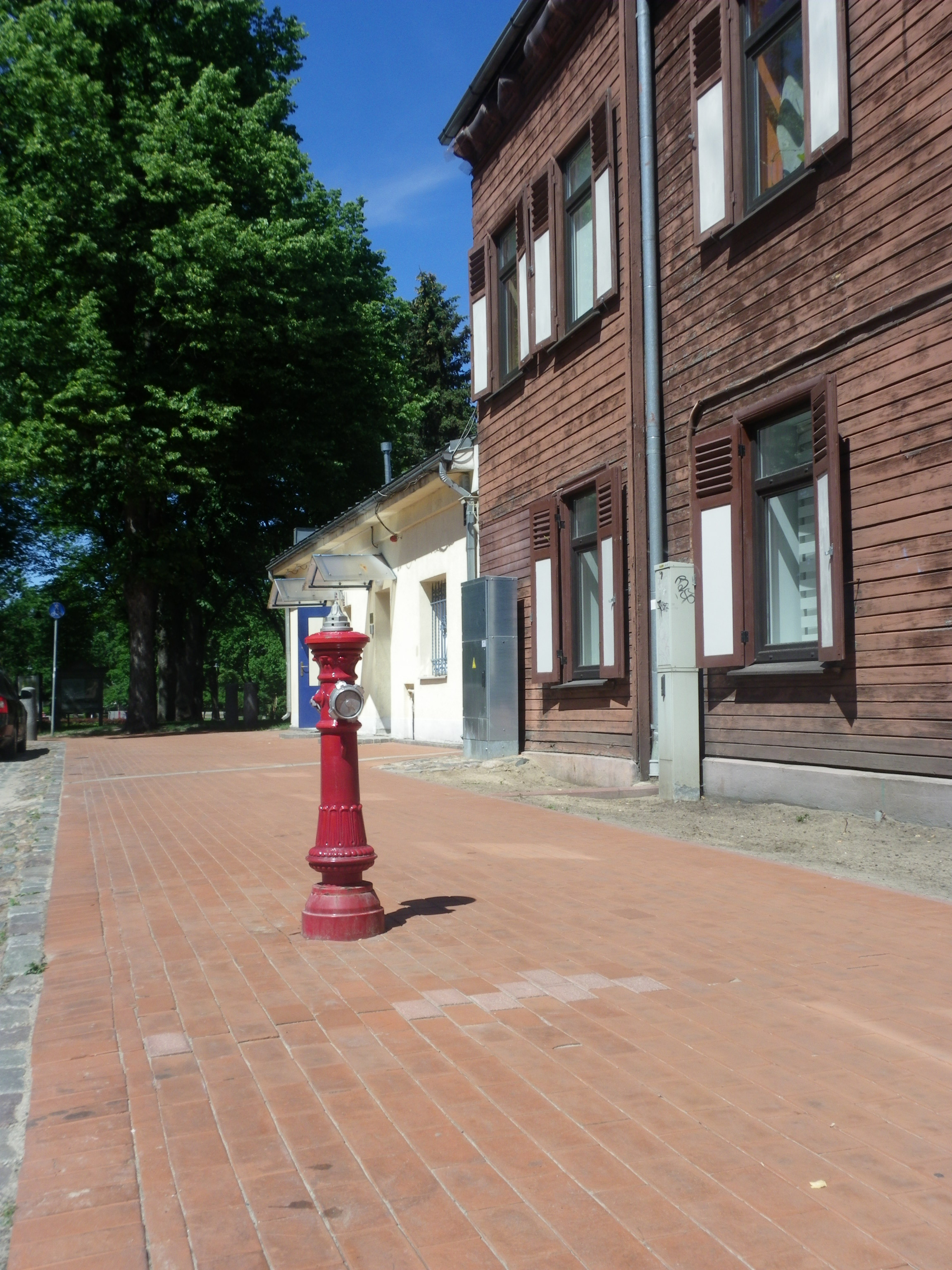
Гидрант у входа в парк